# Jan Leschly
Jan Leschly, né le 11 septembre 1940 dans le Jutland, est un joueur de tennis danois.

## Palmarès
- US Open : demi-finaliste en 1967

### Finales en simple
|   | Date     | Nom et lieu du tournoi             | Cat.       | ($) | Surface         | Vainqueur      | Score              |         |
| - | -------- | ---------------------------------- | ---------- | --- | --------------- | -------------- | ------------------ | ------- |
| 1 | 08/02/68 | U.S. Indoor, Philadelphie          | Grand Prix |     | Moquette (int.) | Manuel Santana | 8-6, 6-3           | Tableau |
| 2 | 10/07/71 | Swedish Open Championships, Båstad | Grand Prix |     | Terre (ext.)    | Ilie Năstase   | 6-7, 6-2, 6-1, 6-4 | Tableau |